# Жантемир
Жантемир (каз. Жантемір) — упразднённое село в Акжаикском районе Западно-Казахстанской области Казахстана. Исключено из учётных данных в 2021 г. Входило в состав Алмалинского сельского округа. Код КАТО — 273239300.

## Население
В 1999 году население села составляло 198 человек (98 мужчин и 100 женщин). По данным переписи 2009 года, в селе проживало 130 человек (62 мужчины и 68 женщин).